# Hanns-Horst von Necker
Hanns-Horst von Necker (ur. 28 sierpnia 1903 w Rudolstadt, zm. 27 lutego 1979 w Bad Münstereifel) – niemiecki generał Luftwaffe podczas II wojny światowej.
Wstąpił do armii 5 kwietnia 1923 roku. W Reichswehrze pełnił funkcje sztabowe w różnych jednostkach. W czasie II wojny światowej dowodził 1 Dywizją Pancerno-Spadochronową "Hermann Göring". W 1945 roku schwytany przez Brytyjczyków, a wypuszczony na wolność w 1947 roku.

## Kariera wojskowa
- Fähnrich (1 października 1925)[2]
- Leutnant (1 grudnia 1926)[2]
- Oberleutnant (1 lipca 1929)[2]
- Rittmeister (1 stycznia 1935)[2]
- Major (1 stycznia 1940)[2]
- Oberstleutnant (1 marca 1942)[2]
- Oberst (1 stycznia 1943)[2]
- Generalmajor (1 stycznia 1945)[2]

## Odznaczenia
- Krzyż Żelazny (1939)[2]
  - II klasy
  - I klasy
- Odznaka za Rany
- Krzyż Niemiecki w złocie (1942)
- Krzyż Rycerski (1944)